# Hu Jintao
En aquest nom xinès, el cognom és Hu.
Hu Jintao (xinès (Xina): 胡锦涛)  (Districte de Jiangyan, 21 de desembre de 1942), AFI /huː dʒɪnˈtaʊ/, és un polític xinès que fou President de la República Popular de la Xina entre 2003 i 2013.
Segons la biografia oficial, va néixer a la província d'Anhui i va estudiar Enginyeria Hidràulica a la Universitat Tsinghua de Pequín.
Membre del Partit Comunista Xinès des de la seva època d'estudiant universitari, va ser cap del Partit Comunista Xinès a la província de Guizhou i a la Regió Autònoma del Tibet. El 1992, Deng Xiaobing el va introduir al Comitè Permanent del politburó, màxim òrgan dirigent del país, situant-lo en una posició de privilegi que acabaria portant-lo al càrrec de president.
Tal com s'esperava, Hu va substituir a Jiang Zemin com a líder xinès. El 15 de novembre de 2002 va rellevar a Jiang com a Secretari General del Partit, i el 15 de març de 2003 es va convertir en President de la República Popular. Tot i que molts analistes pensaven que Jiang Zemin continuaria exercint el poder des de l'ombra, Hu Jintao va aconseguir finalment rellevar a Jiang com a cap de les forces armades el setembre de 2004, un fet que confirmava la seva autoritat.
Tot i que molts analistes van voler veure una possible tendència reformista en Hu, altres creuen que la situació de falta de llibertats polítiques a la Xina no va millorar des que va ascendir al poder. També se li ha recriminat la seva política de "mà dura" durant el seu període al Tibet, actitud que li hauria valgut el reconeixement com a líder fort per part dels màxims dirigents xinesos després de la massacre de Tian'anmen.
El seu lideratge va estar estretament lligat al del seu Primer Ministre, Wen Jiabao. Ambdós dirigents pertanyen a l'anomenada "quarta generació" de líders comunistes, que han exercit tota la seva carrera política després de la proclamació de la República Popular. El 2013 es va retirar, cedint el seu lloc a Xi Jinping.

## Biografia

### Joventut
Hu Jintao va néixer a Taizhou (Jiangsu) el 21 de desembre de 1942. Els seus avis havien migrat del Comtat de Jixi, a la província d'Anhui, a Jiangyan, pel que els registres oficials el descriuen com un natiu de Jixi sense cap menció de Jiangsu.
Encara que el seu pare posseïa un petit negoci de te a Taizhou, la família era relativament pobra. La seva mare va morir quan ell tenia set anys i va ser criat per una tieta. Més tard, el seu pare va ser denunciat durant la Revolució Cultural, un esdeveniment que, juntament amb els seus orígens relativament humils, van tenir un gran impacte a Hu, que va haver de lluitar per netejar la imatge del seu pare.
Hu va ser un estudiant amb talent a l'escola secundària, amb aptituds notables en activitats com cantar i ballar. L'any 1964, mentre encara era un estudiant a la Universitat Tsinghua de Pequín, es va unir a el Partit Comunista de la Xina (PCX), abans de la Revolució Cultural, quan era el president de la Unió d'Estudiants de Tsinghua. Es va graduar en enginyeria hidràulica el 1965 i en aquella mateixa època va començar una relació amb Liu Yongqing, que més tard es casarien, tindrien una filla, Hu Haiqing, i un fill, Hu Haifeng.
El 1968, Hu es va oferir voluntàriament per prestar serveis a Gansu i va treballar en la construcció de la Central Hidroelèctrica de Liujiaxia 8 i administrant assumptes de la branca local del PCX, concretament pel Ministeri de Recursos Hídrics i Energia Elèctrica. Del 1969 al 1974, Hu va treballar per a l'Oficina d'Enginyeria de Sinohydro, com a enginyer.

### Carrera política inicial
El 1973, Hu va ser ascendit pel Departament de Construcció de Gansu a secretari i un any més tard a cap superior. El 1980, Deng Xiaoping va implementar el programa de les "quatre transformacions", l'objectiu del qual era formar líders comunistes perquè fossin "més revolucionaris, més joves, amb més coneixements i més especialitzats". En resposta a aquesta recerca nacional de membres joves del partit, Song Ping, primer secretari de Comitè del Partit a Gansu va conèixer Hu i el va promocionar a cap adjunt del Comitè, juntament amb Wen Jiabao
El 1982, Hu va ser ascendit a secretari de la Lliga de la Joventut de Gansu i va ser nomenat director de la Federació de Joves de Tota China. El seu mentor, Song Tennis, va ser transferit a Pequín com a Ministre de l'Organització del Partit Comunista de la Xina i el va recomanar la seva candidatura i promoció als quadres superiors del Partit. Més tard, amb el suport explícit de Hu Yaobang i Deng Xiaoping, Hu tindria assegurat un futur al Partit. El 1982, amb la recomanació de Song Ping, Hu va ser convidat a Pequín per estudiar a l'Escola Central del Partido, on finalment seria transferit i nomenat per a la secretaria del Comitè Central de la Lliga de la Joventut Comunista (CCLJC). Dos anys més tard va ser promogut a Primer Secretari del CCLJC, convertint-se per tant en el seu líder. Durant el seu mandat a la Lliga de la Joventut, Hu va acompanyar a Hu Yaobang, qui era secretari general del Partit, en les visites per tot el país.
El 1985, Hu Yaobang va pressionar perquè Hu Jintao fos transferit a Guizhou com a Secretari del Comitè Provincial del Partit Comunista de la Xina. Hu va tractar de millorar l'economia històricament endarrerida de la província i, suposadament, va visitar la totalitat dels 86 comptats. Mentre era a Guizhou, va ser fidel a les directives de Pequín i va guanyar-se la reputació de ser "hermètic" perquè rarament oferia les seves impressions de qüestions polítiques en públic. Mentre Hu era vist generalment com un funcionari íntegre i honest, alguns ciutadans preferien al seu predecessor Zhu Houze. El 1987, Hu Jintao va reprimir amb duresa la protesta dels estudiants al mur de la Democràcia, mentre que a Pequin hi havia protestes similars que van acabar amb la renúncia de Hu Yaobang.

### Secretari Provincial al Tibet
La renúncia de Hu Yaobang de l'escena política va ser considerada, inicialment, desfavorable per Hu, que va ser criticat per alguns veterans del partit per no criticar-lo. El 1988, Hu va passar a convertir-se en Secretari del Partit del Comitè Regional de la Regió Autònoma de Tibet, la zona més conflictiva, assumint el control de l'Exèrcit Popular d'Alliberament local. Des de 1987 hi va haver enfrontaments menors, però quan el tensió va créixer, Hu va respondre amb el desplegament d'uns 1.700 agents de la Policia Armada Popular a Lhasa al febrer de 1989, en un intent d'advertir a la població. El augment dels enfrontaments va culminar en greus disturbis al nucli de Lhasa el 5 de març de 1989, cinc dies abans del 30è aniversari de l'aixecament tibetà de 1959. Els enfrontaments van acabar amb la policia disparant arbitràriament i reprimint amb duresa els manifestants. Hu va demanar a Pequín permís per aplicar la llei marcial el 8 de març.
Mai va quedar clar el paper de Hu en aquestes manifestacions. Alguns analistes van comprar la repressió al Tibet amb la repressió a els activistes i estudiants a la Plaça de Tian'anmen tot just tres mesos després. El que va quedar clar és que les decisions d'actuació que va prendre Hu a Lhasa li van valer l'atenció als rangs superiors del Partit, fins i tot Deng Xiaoping. Quan els tancs van envoltar a la Plaça de Tian'anmen, Hu va ser un dels primers líders regionals a declarar el seu suport a les autoritats centrals.
El juny de 1990 i va tornar a Pequín després d'emmalaltir pel mal d'altura, tot i romandre en seu càrrec dos anys més de pocs canvis.

### Candidat a Secretari General del Partit
Abans de l'inici del 14è Congrés Nacional del Partit Comunista de la Xina de 1992, els alts líders del partit, inclosos Deng Xiaoping i Chen Yun, havien de seleccionar candidats al Comitè Permanent del Politburó per garantir una transició fluida del poder dels líders de la segona generació (Deng, Chen, Li Xiannian, Wang Zhen) als líders de tercera generació (Jiang Zemin, Li Peng, Qiao Shi). Deng també va proposar considerar un altre candidat per a la següent transició, preferiblement algú de menys de cinquanta anys per representar les noves generacions. Song Ping, com a cap d'organització, va recomanar a Hu com a candidat ideal com a futur líder. Com a resultat, poc abans dels seus 50 anys, Hu Jintao es va convertir en el membre més jove (de 49 anys a l’octubre de 1992) del Comitè Permanent del Politburó de set membres i un dels membres més joves del Partit des que va pujar al poder el 1949.
El 1992, Hu es va fer càrrec de la Secretaria del Partit Comunista de la Xina, que supervisava el dia a dia del Comitè Central i de l'Escola Central del Partit i també es va encarregar de les tasques de desenvolupament ideològic. A finals de 1998, Hu va promoure l'impopular de les "Tres tensions" de Jiang Zemin: "estudi de l'estrès, política d'estrès i tendències saludables de l'estrès", fent discursos per promoure'l. El 2001, va donar a conèixer la teoria de les Tres Representacions, amb la intensió de situar Jiang al mateix nivell que la resta de teòrics marxistes. El 1998, Hu es va convertir en vicepresident de la Xina i Jiang volia que Hu exercís un paper més actiu en els afers exteriors. Hu es va convertir llavors en el portaveu de la Xina durant el bombardeig de l'OTAN contra l'ambaixada xinesa a Belgrad el 1999.

## Lideratge
Des que va assumir el càrrec de Secretari General de Partit al 16è Congrés Nacional de el Partit Comunista de la Xina, Hu i el seu primer ministre, Wen Jiabao, van proposar desenvolupar una societat harmoniosa amb menys desigualtats i ha canviar l'estil de les polítiques del "PIB en primer lloc i benestar en segon". Es van centrar en els sectors de la població xinesa que fins llavors havien quedat desemparats durant la reforma econòmica i van fer una sèrie de viatges d'alt nivell a les zones més pobres de la Xina amb l'objectiu de comprendre millor la situació. Hu i Wen també van tractar d'allunyar-se de la política de creixement econòmic a qualsevol preu, centrant-se en una visió més equilibrada de creixement que inclou factors com la desigualtat social i danys a l'entorn. No obstant això, els partidaris del creixement agressiu de Jiang van mantenir el control en la majoria de les regions, per tant, les mesures de regulació macroeconòmica de Hu i Wen van patir una gran resistència.

### Crisi del SARS
La primera crisi de lideratge de Hu va ocórrer durant el brot de SARS el 2003. Arran de les fortes crítiques a la Xina per respondre lentament als inicis de la crisi, Hu va acomiadar a diversos funcionaris del Partit i del Govern, incloent a el ministre de salut, que donava suport a Jiang, i l'alcalde de Pequín, Meng Xuenong, que era àmpliament vist com un protegit de Hu. La destitució de Meng va ser vista en ocasions com un compromís fet per erosionar el suport de Jiang al partit. Hu i Wen van prendre mesures per augmentar la transparència dels informes de la Xina a les organitzacions internacionals de salut, assestant indirectament un cop a la postura de Jiang sobre el tema.

### Successió de Jiang Zemin
El 15 de novembre de 2002, un nou Politburó dirigit per Hu Jintao va succeir nominalment a Jiang. Tot i que Jiang, que aleshores tenia 76 anys, va deixar de ser secretari general i membre del comitè permanent del Politburó per donar pas a un lideratge més jove, es va especular que Jiang mantindria una influència significativa perquè Hu no era gaire influent entre els seguidors de Jiang del Xangai clique, a la qual sis dels nou membres del totpoderós comitè permanent es creia que hi estaven vinculats. No obstant això, els desenvolupaments posteriors mostren que molts dels seus membres van canviar de posició. Zeng Qinghong, per exemple, va passar de ser un ferm seguidor de Jiang a fer d'intermediari entre les dues faccions. El 2003, Jiang també va ser reelegit al càrrec de president de la Comissió Militar Central del Partit.

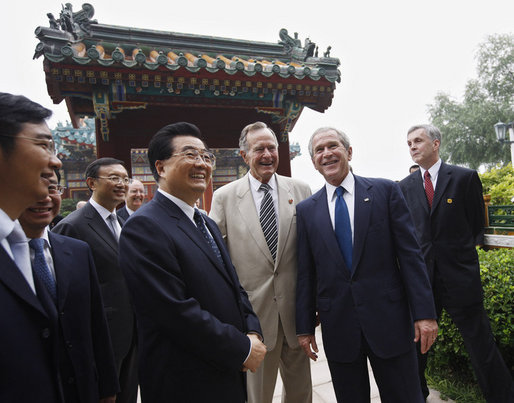
Hu conversa amb el president dels Estats Units, J. Bush.

Deng Xiaoping va nomenar tres secretaris generals del partit, tots dissenyats per ser successors, i va contribuir a la destitució de dos d'ells, Hu Yaobang i Zhao Ziyang. Jiang Zemin, va guanyar la successió de Deng i va ser l'únic secretari general de la història comunista xinesa que va deixar voluntàriament el seu càrrec quan va acabar el seu mandat.
Jiang va dimitir com a president de la Comissió Militar Central el setembre de 2004, el seu darrer càrrec oficial. Després de la renúncia, Hu havia assumit oficialment les tres institucions de la República Popular de la Xina on es troba el poder: el partit, l'estat i els militars, de manera informal, s'havia convertit en el líder suprem.
Hu i el primer ministre Wen Jiabao van heretar una Xina amb problemes socials, polítics i ambientals interns. Un dels majors desafiaments als quals es va enfrontar Hu va ser la gran disparitat de riquesa entre rics i pobres xinesos, per la qual el descontentament i la ràbia van augmentar fins a un punt que va causar estralls en el govern del Partit. A més, la corrupció dels sistemes públics, militars, educatius, judicials i sanitaris de la Xina destruïen el país a poc a poc. A principis del 2006, però, Hu va llançar el moviment 8 honors i 8 vergonyes en un intent de promoure una perspectiva moral més desinteressada i moral entre la població. Al 17è Congrés Nacional del PCX, Hu va ser reelegit com a Secretari General del Comitè Central i president de la Comissió Militar Central el 22 d'octubre de 2007. A l'11è Congrés Nacional del Poble, Hu va ser reelegit com a President el 15 de març de 2008 i va ser reelegit com a president de la Comissió Militar Central de la RPC.
Newsweek va nomenar Hu la segona persona més poderosa del món, referint-se a ell com "l'home al volant de l'economia més sobrecarregada del món". Forbes també el va nomenar la segona persona més poderosa del món. Hu va ser nomenada la persona més poderosa del món del 2010 per la revista Forbes. Hu va figurar quatre vegades (2008, 2007, 2005 i 2004) a la llista anual Time 100 de persones més influents.

## Ideologia

### Concepte de desenvolupament científic
Els observadors polítics indiquen que Hu es va distingir del seu predecessor tant en la política interior com exterior. La filosofia política de Hu es resumeix en tres consignes: una "Societat socialista harmoniosa" a nivell nacional i "Desenvolupament pacífic" a nivell internacional, i el "Concepte de desenvolupament científic", que busca conjunts integrats de solucions a problemes econòmics, ambientals i socials, i reconeix, en els cercles íntims, la necessitat de reformes polítiques prudents i graduals. La doctrina del desenvolupament científic s'ha escrit al Partit Comunista i a les Constitucions estatals el 2007 i el 2008, respectivament. Així doncs, amb la inclusió del seu anàlisi a les constitucions, es sallava un viratge d'un partit revolucionari a un partit governant.
El que es desprèn d'aquestes filosofies, és un país amb un enfocament sistemàtic de l'estructura i el desenvolupament nacional que combinat amb un creixement econòmic dinàmic, un mercat lliure dinamitzat per un vigorós sector "no públic" (és a dir, privat), i el control dels mitjans de comunicació, les llibertats personals (però no polítiques), la preocupació pel benestar de tots els ciutadans, el desenvolupament cultural i un focus conjunt de diverses qüestions socials (el concepte de desenvolupament científic), conduiran a la societat harmoniosa que Hu descriu. Segons el govern xinès, aquestes filosofies, que han creat un nou "model xinès" de governança, serveixen com a alternativa legítima al "model democràtic" d'Occident, particularment per als països en desenvolupament. En paraules de Hu, "Una societat socialista harmoniosa hauria de comptar amb la democràcia, l'estat de dret, l'equitat, la justícia, la sinceritat, l'amistat i la vitalitat". Aquesta societat, diu, donarà ple abast al talent i la creativitat de les persones, permetrà totes les persones a compartir la riquesa social que aporten la reforma i el desenvolupament i forjar una relació cada vegada més estreta entre la gent i el govern. Hu fins i tot va emfatitzar el potencial de les comunitats religioses per contribuir al desenvolupament econòmic i social sota la bandera de "Construir una societat socialista harmoniosa".
La crítica occidental a Hu, en particular en relació amb els drets humans, exposa la seva hipersensibilitat a l'estabilitat social, però no posa tant èmfasi en el seu nou compromís per abordar els múltiples problemes socials de la Xina. L’agenda pragmàtica no ideològica de Hu tenia dos valors fonamentals: mantenir l'estabilitat social per afavorir el desenvolupament econòmic i mantenir la cultura xinesa per enriquir la sobirania nacional. En política interna, la transparència i l'obertura al públic sobre les funcions i reunions governamentals van ser una de les seves banderes. L'agència de notícies de la Xina, per exemple, va publicar molts detalls de la reunió del Comitè Permanent del Politburó. També va cancel·lar molts esdeveniments que es practicaven tradicionalment, com les cerimònies de benvinguda dels líders xinesos quan visitaven terres estrangeres. A més, el lideratge xinès dirigit per Hu també es va centrar en problemes com la bretxa entre rics i pobres i el desenvolupament desigual entre les regions interiors i costaneres. Així doncs, l'estat es va allunyar d'una definició de desenvolupament centrada únicament en el creixement del PIB, per reforçar una via que inclogués la igualtat social i els efectes ambientals.
El 2004, Hu va fer una exhibició sense precedents i va ordenar a tots els quadres de les cinc principals funcions de poder que detinguessin la tradició d’anar al refugi de la platja de Beidaihe per a la seva reunió anual d’estiu, que, abans, es veia comunament com una reunió de les elits governants, quadres actuals i antics del Partit, per decidir el destí de la Xina, i també un malbaratament innecessari de fons públics. Aquest gest va ser vist pel públic xinès com un símbol de l’actitud de Hu davant la corrupció.
El juny del 2007, Hu va pronunciar un discurs important a l'Escola Central del Partit que va indicar la seva posició de poder i les seves filosofies rectores. En el discurs, Hu va utilitzar un to molt populista apel·lant als xinesos ordinaris, subratllant els reptes que tenia la Xina, sobretot pel que fa a la disparitat d’ingressos. A més, Hu va assenyalar la necessitat d'una "major democràcia" al país.

### Taiwan
Al començament de la seva presidència, Hu es va enfrontar al seu homòleg independentista de la República de la Xina (Taiwan), Chen Shui-bian. Chen va demanar converses sense cap condició prèvia, desestimant el consens del 1992, inclús la independència de jure de Taiwan i van fer declaracions sobre l'estatus polític de Taiwan que el govern xinès va considerar provocador. La resposta inicial de Hu va ser una combinació d'aproximacions "suaus" i "dures". D'una banda, Hu va expressar la seva flexibilitat per negociar molts temes que preocupen Taiwan. D'altra banda, va continuar rebutjant converses sense condicions prèvies i es va mantenir compromès amb la reunificació xinesa com a objectiu final. Tot i que Hu va donar alguns signes de ser més flexible pel que fa a les relacions polítiques amb Taiwan, com en la seva declaració del 17 de maig on es va oferir abordar la qüestió de "l'espai vital internacional" per a Taiwan, el govern de Hu es va mantenir ferm en la seva posició de no tolerar cap intent del govern taiwanès de declarar la independència de la Xina.
Després de la reelecció de Chen el 2004, el govern de Hu va canviar de tàctica i va dur a terme una política de no contacte amb Taiwan a causa de la tendència independentista de Chen. El govern va mantenir la seva pressió militar contra Taiwan i va seguir una vigorosa política d’aïllar-lo diplomàticament. Al març de 2005, el Congrés Nacional del Poble va aprovar la Llei antisecessió, que va formalitzar els "mitjans no pacífics" com a opció de resposta davant una declaració d'independència de Taiwan.
El govern de Hu va augmentar els contactes amb el Kuomintang (KMT), el seu antic enemic a la Guerra Civil xinesa, i encara un partit important a Taiwan. L'increment de contactes va culminar amb les visites Pan-Blue del 2005 a la Xina continental, inclosa una històrica reunió entre Hu i el llavors president del KMT, Lien Chan, a l'abril del 2005. Aquesta va ser la primera reunió entre els líders dels dos partits des de la finalització de la Guerra Mundial. II.
El 20 de març de 2008, el Kuomintang sota Ma Ying-jeou va guanyar la presidència de Taiwan i la majoria al poder legislatiu. Després, Hu va dirigir realitzar pressió diplomàtica "suau" i va obrir el camí a les relacions entre les dues parts. El 12 d'abril de 2008, Hu es va reunir amb el vicepresident electe de Taiwan, Vincent Siew, en el paper d'aquest com a president de la Fundació del Mercat Comú de l'estret transversal durant el Fòrum Boao per a Àsia. El 28 de maig de 2008, Hu es va reunir amb el president del KMT Wu Poh-hsiung, la primera reunió entre els caps del PCX i el KMT com a partits del govern. Durant aquesta reunió, Hu i Wu van acordar que ambdues parts havien de tornar a iniciar el diàleg oficial segons el consens del 1992: que "les dues parts reconeixen que només hi ha una Xina, però coincideixen a diferir en la seva definició". Wu es va comprometre a rebutjar la independència taiwanesa i Hu a abordar les preocupacions del poble taiwanès pel que fa a la seguretat, la dignitat i l '"espai de vida internacional", amb prioritat a permetre que Taiwan participi a l'Organització Mundial de la Salut.
A més del diàleg de partit a partit, el diàleg governamental va tenir lloc de facto a través de la Straits Exchange Foundation i l'Associació per a les relacions a través de l'estret de Taiwan el juny del 2008 sobre la base del consens del 1992, amb la primera reunió celebrada a Pequín. Tant Hu com el seu nou homòleg Ma Ying-jeou van acordar que el consens del 1992 és la base de les negociacions entre les dues parts de l'estret de Taiwan. El 26 de març de 2008, Hu va mantenir una trucada telefònica amb l'aleshores president dels Estats Units, George W. Bush, en què es va convertir en el primer líder xinès a reconèixer oficialment el consens del 1992. Després de diversos mesos de negociacions, el desembre del 2008, les dues parts van acordar la represa dels Tres Enllaços, és a dir, una reobertura de correu, comerç i enllaços aeris directes entre les dues parts. Les relacions van continuar sent cordials entre les dues parts durant el mandat de Hu, i el comerç va augmentar enormement, culminant amb la signatura de l'acord comercial preferent ECFA el 2010.

## Crítica
La majoria d'observadors coincideixen en dir que Hu va presidir una dècada de creixement econòmic consistent, va saber navegar per la crisi financera mundial i va augmentar immensament la talla internacional de la Xina. El mandat de Hu també s'acredita amb la modernització de les infraestructures xineses, el llançament de la primera sonda espacial tripulada de la Xina i l’èxit de dos esdeveniments internacionals: els Jocs Olímpics de Pequín de 2008 i l'Exposició Universal de Xangai de 2010. A més, el "suau enfocament" de Hu cap a Taiwan, coincidint amb l'elecció d'un govern del Kuomintang a Taipei, es va acreditar per haver millorat la relació entre la Xina continental i Taiwan. El comerç i el contacte entre les dues parts van augmentar significativament durant el mandat de Hu. A més, les polítiques populistes de Hu i del primer ministre Wen Jiabao han donat com a resultat l'eliminació d’impostos agrícoles pels agricultors, polítiques més flexibles envers els treballadors migrants que viuen a les ciutats, un desenvolupament més equilibrat entre les regions costaneres i els països interiors, l’aplicació del salari mínim a les ciutats i la promoció d’habitatges sostenibles i assequibles. La resposta a la crisi de salut pública del SARS i l'expansió massiva de la cobertura de l'assegurança mèdica per a ciutadans de renda mitjana i baixa van obtenir reconeixements a nivell nacional. En termes generals, aquestes polítiques han estat ben rebudes pel públic xinès.
En política exterior, els crítics de Hu diuen que el seu govern era excessivament agressiu, va sobreestimar el seu abast i va augmentar la ira i l'aprehensió de diversos països veïns, inclosos els països del sud-est asiàtic, l'Índia i el Japó. Els crítics nacionals, incloses les elits del país, els intel·lectuals i, en particular, els dissidents, assenyalen diverses deficiències en l'administració Hu i el seu fracàs en la implementació del seu ideari "Societat Harmònica Socialista". Citen, per exemple, que el pressupost de seguretat intern de la Xina va superar el pressupost militar durant el mandat de Hu, ja que les protestes i altres "incidents" van augmentar a tot el país. El coeficient Gini de la Xina va ascendir a 0,47 el 2010, cosa que indica una bretxa potencialment insostenible entre els rics i els pobres. La incapacitat de l'administració Hu per frenar la bretxa de riquesa i el seu èmfasi renovat en el paper de les empreses estatals en l'economia van fer que alguns economistes creguessin que Hu va perdre una oportunitat crítica per a la reforma i l'ajust estructural.
Les polítiques contra la corrupció de Hu han tingut resultats mixtos. Tot i que hi ha hagut alguns intents d’augmentar la transparència en les despeses dels òrgans oficials i dels buròcrates, les qüestions sistèmiques profundament arrelades que contribuïen al creixement de la corrupció continuaven sense resoldre’s. A més, l'escàndol massiu de corrupció que va implicar els militars poc després de la sortida del càrrec de Hu va demostrar que no va ser capaç d’afrontar els interessos consolidats de l'exèrcit. En el seu propi discurs de sortida al 18è Congrés del Partit, Hu va destacar els efectes potencialment devastadors que la corrupció pel partit i el país. A més, la insistència de l'administració Hu en la censura i la reducció de la llibertat d'expressió va provocar crítiques per part d'organitzacions de drets humans i governs occidentals, mentre artistes i escriptors del país reprovaven les restriccions a les expressions culturals durant el mandat de Hu. Tot i que els primers anys del seu mandat, Hu va intentar ser pioner en una forma de "democràcia intrapartidista" que demanava una major participació dels membres de rang inferior per determinar la política i seleccionar el lideratge, hi havia poques evidències de canvis significatius en l'estructura de govern del partit i procés de presa de decisions.
La presa de decisions basada en consensos es va convertir en un segell distintiu de l'era Hu. Hu mai va ser un home fort i sovint va ser vist com el primer entre iguals amb els seus companys del Comitè Permanent del Politburó. Alguns van anomenar el panorama polític de la Xina durant l'era de Hu un dels "nou dracs que domaven l'aigua" (九龙 治水), és a dir, nou membres del PCX governant cadascun sobre el seu propi feu. A més, Hu no només es va enfrontar a una profusió de grups d'interès especials i faccions polítiques dins del partit, la seva capacitat per implementar un programa cohesionat també es va veure restringida per la influència de l'exlíder Jiang Zemin. En conseqüència, hi ha un debat sobre la quantitat de poder que Hu tenia personalment per efectuar el canvi. No obstant això, dins del context del sistema en què es va situar, Hu va ser acreditat per ser un eficaç mediador i creador de consens. Hu també va guanyar elogis per deixar el càrrec de cap militar a favor del seu successor Xi Jinping al mateix temps que va renunciar al seu càrrec de secretari general. Això es va veure com un missatge a l'establishment i a Jiang Zemin que els ancians haurien de retirar-se segons el protocol i evitar interferir en els assumptes dels seus successors.